# George Wilson (basketballer)
George “Jiff” Wilson (Meridian (Mississippi), 9 mei 1942 – 29 juli 2023) was een Amerikaans basketballer. Hij won met het Amerikaans basketbalteam de gouden medaille op de Olympische Zomerspelen 1964.
Wilson speelde voor het team van de University of Cincinnati, voordat hij in 1964 zijn NBA-debuut maakte bij de Cincinnati Royals. In totaal speelde hij zeven seizoenen in de NBA. Tijdens de Olympische Spelen speelde hij acht wedstrijden, inclusief de finale tegen de Sovjet-Unie. Gedurende deze wedstrijden scoorde hij 43 punten.
Na zijn carrière als speler was hij werkzaam bij de Young Men's Christian Association.
Wilson overleed in 2023 op 81-jarige leeftijd.

4 Jim Barnes · 
5 Bill Bradley · 
6 Larry Brown · 
7 Joe Caldwell · 
8 Mel Counts · 
9 Richard Davies · 
10 Walt Hazzard · 
11 Lucious Jackson · 
12 Pete McCaffrey · 
13 Jeff Mullins · 
14 Jerry Shipp · 
15 George Wilson · 
Coach Henry Iba